# Jackson (Carolina del Nord)
Jackson és una població dels Estats Units i seu del comtat de Northampton a l'estat de Carolina del Nord. Segons el cens del 2000 tenia 695 habitants.

## Demografia
Segons el cens del 2000, Jackson tenia 695 habitants, 218 habitatges i 148 famílies. La densitat de població era de 263,1 habitants per km².
Dels 218 habitatges en un 27,5% hi vivien nens de menys de 18 anys, en un 48,2% hi vivien parelles casades, en un 15,6% dones solteres, i en un 31,7% no eren unitats familiars. En el 28,9% dels habitatges hi vivien persones soles el 18,3% de les quals corresponia a persones de 65 anys o més que vivien soles. El nombre mitjà de persones vivint en cada habitatge era de 2,41 i el nombre mitjà de persones que vivien en cada família era de 2,97.
Per edats la població es repartia de la següent manera: un 18,4% tenia menys de 18 anys, un 7,2% entre 18 i 24, un 24,5% entre 25 i 44, un 22,3% de 45 a 60 i un 27,6% 65 anys o més.
L'edat mediana era de 45 anys. Per cada 100 dones de 18 o més anys hi havia 96,2 homes.
La renda mediana per habitatge era de 29.375 $ i la renda mediana per família de 34.000 $. Els homes tenien una renda mediana de 27.917 $ mentre que les dones 18.875 $. La renda per capita de la població era de 14.588 $. Entorn del 18,6% de les famílies i el 19,8% de la població estaven per davall del llindar de pobresa.

## Poblacions més properes
El següent diagrama mostra les poblacions més properes.